# Rostroraja velezi
Rostroraja velezi es una especie de pez de la familia de los Rajidae en el orden de los Rajiformes.

## Morfología
Los machos pueden llegar a alcanzar los 75,6 cm de longitud total.

## Reproducción
Es ovíparo y las hembras ponen huevos envueltos en una cápsula córnea.

## Alimentación
Come crustáceos, poliquetos y peces hueso

## Hábitat
Es un pez de mar y de aguas profundas que vive entre 35–300 m de profundidad.

## Distribución geográfica
Se encuentra en el Océano Pacífico oriental: desde el Golfo de California y Costa Rica hasta Colombia y el Perú.